# Agrostografia Brasiliensis
Agrostografia Brasiliensis (abreviado Agrostogr. Bras.) es un libro con ilustraciones y descripciones botánicas que fue escrito por el botánico, zoólogo italiano Giuseppe Raddi y publicado en el año 1823 con el nombre Agrostografia brasiliensis: sive, Enumeratio plantarum ad familias naturales graminum et ciperoidarum spectantium.